# Clint Mansell
Pour les articles homonymes, voir Mansell.
Clinton Darryl « Clint » Mansell, né le 7 janvier 1963 à Coventry, est un compositeur britannique de musique de film et ancien chanteur et guitariste du groupe Pop Will Eat Itself.

## Biographie

### Début de carrière musicale
Mansell fut le chanteur et le guitariste du groupe Pop Will Eat Itself. Lorsqu'ils signèrent avec Nothing Records, Mansell devint ami avec Trent Reznor. Il fit aussi les chœurs sur l'album The Fragile de Nine Inch Nails.

### Compositeur de musiques de films
Après la dissolution de Pop Will Eat Itself en 1996, Clint Mansell se fit connaitre grâce à son ami le réalisateur Darren Aronofsky qui l'engagea afin qu'il réalise la bande-son de son premier film, Pi. Il composa ensuite la bande originale du second film d'Aronofsky, Requiem for a Dream, qui fut particulièrement bien reçu des critiques comme du public et contribua grandement à lancer sa carrière. Le titre Lux æterna est devenu extrêmement populaire, apparaissant souvent, notamment dans des bandes-annonces,,.
La composition de Mansell pour le film The Fountain, troisième long métrage de Darren Aronofsky, a été nommé en tant que Meilleure musique de film à la 64e cérémonie des Golden Globes.
Depuis lors, Mansell a composé la musique des autres films de Darren Aronofsky, à savoir The Wrestler, Black Swan et Noé.
Ses autres compositions incluent la bande son du film The Hole, la musique de l'épisode pilote de la série Les Experts : Manhattan (CSI: NY), ou encore celle d'HBO, Voyeur. La chanson fut également utilisée comme thème de base pour "Throw It Up" de Lil Jon. En 2009, il signe également la bande originale du film Moon.
Mansell a rassemblé un certain nombre d'admirateurs pour ses compositions, si bien que le réalisateur du film Mise à prix, Joe Carnahan, a reçu insultes et menaces parce que la bande sonore ne contient, pour certains, pas assez de compositions de Clint Mansell.

### Musique de bande-annonce
La bande-annonce du jeu vidéo Le Seigneur des anneaux : Le Retour du roi sur PlayStation 2 contient un arrangement de "Lux Æterna", utilisant un orchestre complet et des chœurs. Le morceau, nommé "Requiem for a Tower", a été composé spécialement pour la bande-annonce. Il a été arrangé par Simone Benyacar, Dan Nielsen, et Veigar Margeirsson.
"Lux Æterna" est devenu un titre populaire, la version originale aussi bien que "Requiem for a Tower" apparaissant en une multitude d'occasions, par exemple dans la bande-annonce des matchs des Red Sox de Boston et des Yankees de New York durant la Ligue majeure de baseball de 2007, et dans les bandes-annonces des films Zathura : Une aventure spatiale, Da Vinci Code, Sunshine, Babylon A.D., des séries Lost et Top Gear. En 2006, le titre fut utilisé dans les bandes-annonces d'Eurosport LIVE. America's Got Talent l'utilisa aussi en tant qu'introduction des juges avant d'être légèrement modifiée. La nouvelle variante est récurrente dans l'émission.
Lux Æterna est régulièrement utilisée par plusieurs émissions télévisées.
Le titre "Death Is the Road to Awe" issue de la bande son de The Fountain a été utilisé dans la bande-annonce du film Je suis une légende, dans celle du film The Mist, ainsi que dans celle de Frost/Nixon : L'Heure de vérité.

## Filmographie

### Cinéma
- 1998 : Pi de Darren Aronofsky
- 2000 : Requiem for a Dream de Darren Aronofsky
- 2001 : The Hole de Nick Hamm
- 2001 : Rain de Katherine Lindberg
- 2001 : World Traveler de Bart Freundlich
- 2001 : Les Hommes de main (Knockaround guys) de Brian Koppelman et David Levien
- 2002 : Abandon de Stephen Gaghan
- 2002 : Calculs meurtriers (Murder by Numbers) de Barbet Schroeder
- 2002 : Every Night the Same Thing de David Huynh
- 2002 : Sonny de Nicolas Cage
- 2003 : 11:14 de Greg Marcks
- 2004 : Suspect Zero de E. Elias Merhige
- 2005 : Sahara de Breck Eisner
- 2005 : Chassé-croisé à Manhattan (Trust the Man) de Bart Freundlich
- 2005 : Doom d'Andrzej Bartkowiak
- 2006 : The Fountain de Darren Aronofsky
- 2007 : Mise à prix (Smokin' Aces) de Joe Carnahan
- 2007 : Wind Chill de Gregory Jacobs
- 2008 : Un jour, peut-être (Definitely, Maybe) d'Adam Brooks
- 2008 : The Wrestler de Darren Aronofsky
- 2009 : Moon de Duncan Jones
- 2009 : Blood: The Last Vampire de Chris Nahon
- 2009 : L'Affaire Farewell de Christian Carion
- 2009 : Mon babysitter (The Rebound) de Bart Freundlich
- 2010 : Black Swan de Darren Aronofsky
- 2010 : Last Night de Massy Tadjedin
- 2010 : Faster de George Tillman Jr.
- 2013 : Stoker de Park Chan-wook
- 2013 : Ordure ! (Filth) de Jon S. Baird
- 2014 : Noé (Noah) de Darren Aronofsky
- 2015 : Man Down de Dito Montiel
- 2015 : High-Rise de Ben Wheatley
- 2015 : Walk On By de Nicholas Woltersdorf
- 2017 : Ghost in the Shell de Rupert Sanders (composé avec Lorne Balfe)
- 2017 : La Passion Van Gogh (Loving Vincent) de Dorota Kobiela et Hugh Welchman
- 2018 : Mute de Duncan Jones
- 2018 : Out of Blue de Carol Morley
- 2018 : Happy New Year, Colin Burstead de Ben Wheatley
- 2020 : Eternity Interrupted de Kiran Acharya (documentaire)
- 2020 : Rebecca de Ben Wheatley
- 2021 : In the Earth de Ben Wheatley
- 2021 : She Will de Charlotte Colbert
- 2023 : Sharper de Benjamin Caron
- 2024 : Love Lies Bleeding de Rose Glass

### Télévision

#### Séries télévisées
- 2004 : Les Experts : Manhattan (CSI: NY) (pilote de la série télévisée)
- 2016 : Black Mirror (Saison 3 épisode 4)
- 2018-2022 : DC Titans
- 2019-2023 : Doom Patrol
- 2021 : À la poursuite de l'amour (The Pursuit of Love)
- 2022 : Peacemaker

#### Téléfilms
- 2001 : Rain de Katherine Lindberg
- 2011 : United de James Strong
- 2019 : Loving Vincent: The Impossible Dream de Miki Wecel

### Courts métrages
- 2002 : Ticker de Joe Carnahan (court-métrage issu de la série BMW)
- 2006 : The Big Forever de Robert Glassford et Timo Langer
- 2007 : In the Wall de Mike Williamson
- 2007 : The Healing Syndrome de Michael Sheehan
- 2007 : My Mother d'Elaine Wickham
- 2009 : Blue Knight de Mark Anthony
- 2009 : The Odds de Paloma Baeza
- 2010 : Fragged de Devon Avery
- 2014 : A Rose Reborn de Park Chan-wook
- 2015 : Deathly de Mike Williamson
- 2015 : Gaslighting d'Elaine Wickham
- 2019 : Sabrina de Rami Mercado

## Jeux vidéo
- 2012 : Mass Effect 3 de BioWare
- 2021 : Mass Effect : Édition Légendaire de BioWare

## Distinctions

### Récompenses
- 2001 : Online Film Critics Society Awards, OFCS Award (Best Original Score) pour Requiem for a Dream (2000)
- 2006 : Chicago Film Critics Association Awards, Best Original Score, The Fountain (2006) CFCA Award
- 2006 : BMI Film and TV Awards, Sahara (2005)
- 2007 : Online Film Critics Society Awards, OFCS Award (Best Original Score) The Fountain
- 2007 : World Soundtrack Awards, 2 awards, Public Choice Award & World Soundtrack Award The Fountain (2006)

### Sélections
- 2006 : Broadcast Film Critics Association Awards, Best Composer The Fountain (2006)
- 2006 : DVD Exclusive Awards, Best Original Score 11:14 (2003)
- 2007 : Golden Globes, États-Unis, The Fountain Best Original Score